# Jardín Botánico de Liubliana
El Jardín Botánico de Liubliana es la más vieja institución cultural, científica y educativa eslovena. Fue fundado en 1810, como un jardín de la flora nativa y sección de la Escuela Central. Fue planificado por Franc Hladnik, que fue su primer director. La extensión del jardín era originalmente de 0,33 hectáreas. Gracias a Hladnik y sus contactos con botánicos austríacos, el jardín no fue cerrado después de la restauración de la soberanía austríaca. Después de 1822 fue agrandado en 0,16 hectáreas y cercado con un muro. Hladnik continuó como director hasta 1834, en que la gerencia del jardín fue asumida por J.N. Biatzovsky. En esa época, el jardín fue agrandado otra vez. Un pupilo de Hladnik, Andrej Fleischman dirigió con éxito el jardín entre 1850 y 1867. Su trabajo "Übersicht der Flora Krains" (Un esquema de la flora de Carniola) fue publicado en 1844. 
Un renacimiento del jardín comenzó bajo la gerencia de Alfonz Paulin en 1886. Tres años más tarde, en 1889, comenzó a publicar un índice anual de semillas (índice Seminum), que él distribuyó a las instituciones similares por todo el mundo. Su notable herbario Flora Exsiccata Carniolica fue publicado entre 1901 y 1936. Otra figura notable de ser mencionada es Franc Juvan, jardinero y pupilo de Paulin que trabajó en el jardín durante 64 años. Desde 1920, el jardín ha sido una parte de la Universidad de Liubliana fundada en 1919. 
En 1946, después de la Segunda Guerra Mundial, la gerencia del jardín pasó a las manos de Jože Lazar que aumentó la superficie del jardín hasta 2,35 hectáreas y construyó un invernadero. Le sucedió Vinko Strgar (1967-1992) que continuó el trabajo de Lazar y estableció contactos con numerosas instituciones similares del exterior. 
Debido al ensanchamiento de un camino próximo, el jardín fue reducido a 2 ha. Como resultado, se tomó la decisión final de realizar un nuevo parque en Rožnik, como parte del centro biológico del zoo. El plan, sin embargo, no se ha realizado todavía. Desde 1991, el jardín existente disfruta de la protección como monumento de la jardinería ornamental.